# Kyariaūman
kyariaūman (キャリアウーマン) és un terme japonès per a una dona amb una carrera laboral. El terme es refereix al tipus de dona japonesa, casada o no, que segueix una carrera per guanyar-se la vida i per al progrés personal en lloc de ser mestressa de casa sense ocupació fora de casa. El terme es va utilitzar quan s'esperava que les dones es casessin i es fessin mestresses de casa després d'un breu període de treball com a "Office lady".
El terme s'utilitza al Japó per descriure la contrapartida del salaryman japonès; una dona de carrera al Japó també treballa per un sou i busca complementar els ingressos de la seva família mitjançant la feina o mantenir-se independent buscant una carrera independent.

## Història

### Història primerenca

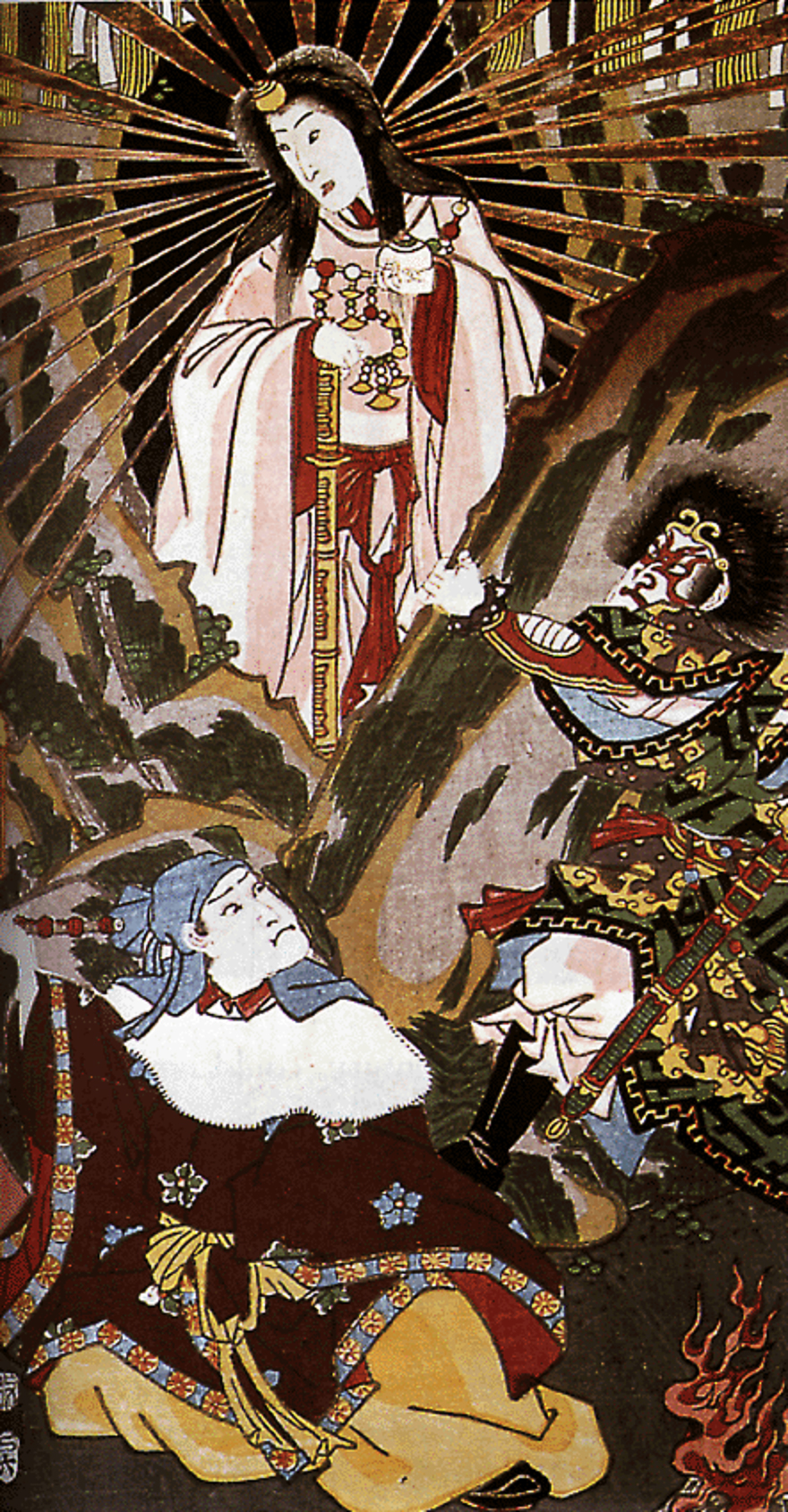
En el panteó xintoista japonès, la suprema divinitat solar i protectora de la nació japonesa és Amaterasu, una deessa, fet que parla del paper preponderant de la dona a nivell religiós i social en temps antics.

A la història primerenca del Japó, l'estatus de les dones era més alt, ja que es pensava que tenien l'habilitat especial de comunicar-se amb éssers espirituals o divins coneguts com kami . La deïtat del sol japonesa, Amaterasu, era femenina i reflecteix el paper sagrat de les dones en la societat matriarcal tradicional japonesa. La condició social de la dona va començar a decaure a l'inici del període Muromachi (1336). Després de l'edat de Muromachi i fins a finals del 1800, les dones encara rebien el mateix tracte que els homes en moltes àrees. Se'ls va concedir llibertat de matrimoni, amor i igualtat de tracte pel que fa al treball, ja que treballaven en les mateixes condicions que els homes.
Les dones de les classes d'elit estaven lligades per una versió recentment reformada del xintoisme, amb fortes influències del confucianisme. Sota l'ètica confuciana de les " tres obediències " s'esperava que les dones mostressin submissió als seus pares com a nenes, als seus marits com a dones i als seus fills en la vellesa. Això va començar la imatge tradicional japonesa de la " Bona esposa, mare sàvia " en la qual se suposava que les dones havien de romandre com a mestresses de casa després del matrimoni, cuidant la llar, cuinant, cosint i sotmeses als seus marits. Això, però, només va resultar un problema per a les dones del món laboral durant l'era Meiji (1868-1912). Malgrat que es van abolir les distincions de classe, l'ètica confuciana havia penetrat a la cultura, robant a les dones la major part del seu estatus igualitari. Les dones de les terres de conreu encara mantenien un cert nivell de llibertat amb el treball, cuidant els camps amb els seus marits i fills. Al llarg de la modernització del Japó, a les dones se'ls va negar molts dels seus drets, inclòs el dret a treballar en sectors ocupats principalment per homes, a rebre una remuneració comparable i a treballar en un sistema que premiava el talent per sobre de l'antiguitat i el sexe.

### Feminisme al Japó
Durant l'era Meiji, Haru Hiratsuka va prendre el seu nom de Raicho Hiratsuka i va fundar la primera revista literària exclusivament femenina anomenada Seitō, amb una sèrie d'altres col·laboradores d'idees afins. Seitō es va publicar el 1911 amb 134 pàgines al començament i només se'n van imprimir 1.000 exemplars, però el llançament de la revista va iniciar el moviment feminista al Japó. La mateixa Hiratsuka va declarar en el seu primer assaig: "Al principi, la dona era realment el sol. Una persona autèntica. Ara és la lluna, una lluna tènue i malaltissa, que depèn d'una altra, que reflecteix la brillantor d'un altre." Indica que les dones havien caigut de la seva posició de poder com a representacions del diví i es van fer subordinades, reflectint la grandesa dels altres, fent-se pràcticament invisibles per si soles.
A l'era de l'occidentalització, més dones s'estaven educant i van començar a reclamar els seus drets legals. Van començar a sorgir líders femenines en diverses posicions a escala límit. La disminució de la força de treball després de la Primera Guerra Mundial va animar les dones a marxar per la seva igualtat de drets. Tot i que Seitō va romandre activa només fins al 1915, Hiratsuka es va convertir en una figura poderosa per a les dones de tot el Japó.
Una de les seves reformes més importants, l'any 1919, va ser la petició de revisió de l'article 5 de les normes de seguretat policial promulgada l'any 1900. Això limitava greument la capacitat de les dones per assistir a reunions polítiques o recopilar informació política, cosa que, com va assenyalar Hiratsuka, posava en desavantatge a les dones treballadores, perquè tenir coneixements polítics era una necessitat parcial per tenir alguna esperança d'ocupació en la força de treball dominada pels homes).

### Segona Guerra Mundial
Durant la Segona Guerra Mundial, hi va haver una gran escassetat de mà d'obra domèstica, ja que la majoria dels homes van ser seleccionats per unir-se a l'exèrcit. Les dones, que havien estat principalment relegades a la feina d'oficina o, més probablement, lligades a la llar, van començar a buscar feina per complementar els ingressos militars del seu marit. Això va provocar una petita expansió de les seves capacitats. L'afluència de dones treballadores a la indústria manufacturera per ajudar l'esforç de guerra va resultar inestimable per a l'economia japonesa.
Després de la Segona Guerra Mundial, els homes van tornar a casa per començar a treballar de nou, però les dones es van mostrar reticents a tornar a ser mestresses de casa. Durant aquest estat de postguerra, el Japó tenia pressa per guanyar força econòmica per igualar l'oest i les dones eren una part vital de la força de treball. Tot i que els seus papers encara eren limitats, moltes afavorien el treball de secretaria com a "office ladies" (en català: dones d'oficina), les dones podien treballar al detall, normalment si la seva família tenia botigues, podien treballar com a professores o en la indústria manufacturera. Les dones japoneses van aconseguir fer un petit pas endavant el 1947, amb l'aprovació de la Llei japonesa de normes laborals. Amb això, les dones treballadores rebien un tracte especial, restringint la seva capacitat per fer hores extraordinàries, en feines perilloses, en treballs nocturns i permetent l'excedència durant els períodes menstruals. Tot i que va ser perjudicial per a les dones que busquen la igualtat amb els homes en el món laboral, va protegir la majoria de les dones amb una carrera laboral inicial que tenien la intenció de casar-se.
Quan la recessió va arribar a mitjans dels anys 70, el govern va començar a donar suport a les treballadores com una forma de reforçar l'economia. Això va començar la famosa M-Curve, que era un gràfic de l'edat laboral de les dones. Abans del matrimoni i després de la criança dels seus fills van resultar ser els moments en què les dones buscaven feina, amb una baixada entre ambdues per a la cria dels fills. Això va formar aproximadament una M quan es va representar gràficament i la corba M es va convertir en la referència principal per a les edats laborals de les dones japoneses fins avui. Malgrat l'aparent suport a la nova independència de les dones japoneses, el salari a temps parcial de les dones japoneses només representava el 61% del salari d'un home, empitjorant gradualment a mesura que avançaven els anys 70.
A principis dels anys 80, el 45,8% de les dones de quinze anys o més estaven a la força de treball, la població femenina del Japó representava aproximadament el 37,4% de tota la força de treball. Durant aquest temps, les dones solteres no constituïen la majoria de la força de treball japonesa. Les dones de 36 anys o més representaven un percentatge molt més gran. Les dones que estaven obligades a casa durant aquest període també feien servir el treball a preu fet a casa com a forma de complementar els ingressos de la família. Tot i que la paga per això era increïblement pobre, ja que només representava uns 25.000 iens al mes.

## Temps recents

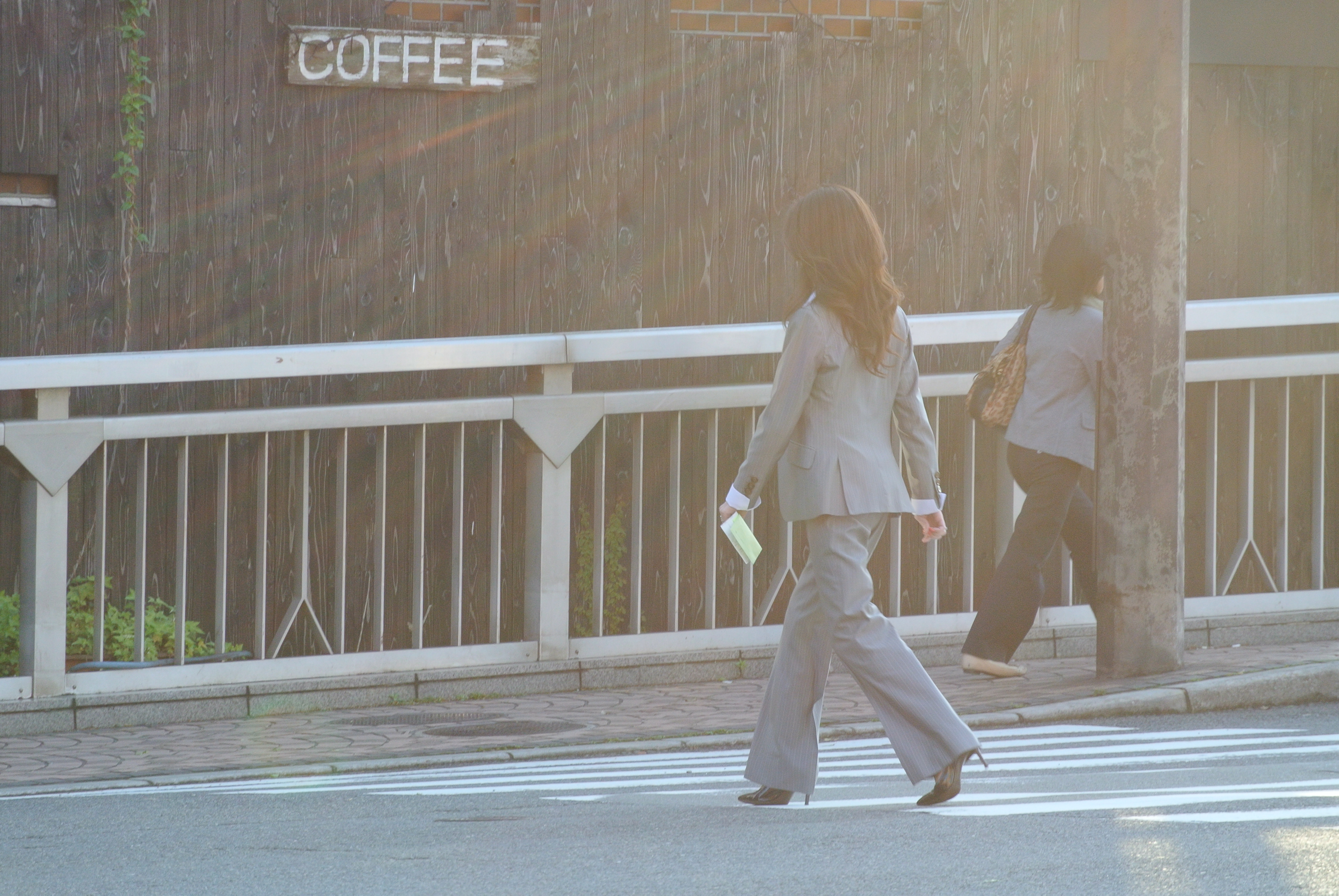
Dona de negocis a Osaka, 2013

L'any 2000, el 40,7% de la força de treball japonesa total eren treballadores, i el 56,9% d'aquestes dones estaven casades, la qual cosa indica que el camí de la dona de carrera no només estava obert a les dones solteres del Japó. A finals de la dècada de 1990, les dones estaven concentrades en treballs de fabricació lleugera, com la producció d'aliments, així com les indústries terciàries, com el comerç minorista, els restaurants i les empreses de finançament. Al Japó, la idea d'un treballador a temps parcial és algú que treballa durant un període determinat, sense bonificacions ni beneficis addicionals. Molts empresaris van utilitzar treballadores a temps parcial com a mà d'obra complementària sense possibilitats d'ascens i una seguretat laboral inestable.
Malgrat algunes lleis aprovades l'any 1985 per garantir la igualtat, tant la Llei d'Igualtat d'Oportunitats, que prohibeix la discriminació, com la Llei del permís per a la cura dels fills, que atorga als pares un permís no remunerat per tenir cura dels fills i després tornar a la seva antiga posició o una altra similar, aquestes mancaven de poder real per impulsar el canvi. No es van emetre sancions per a les empreses que ho ignoressin, és a dir, només les dones que assumeixen la mateixa càrrega que els treballadors masculins, de treballar a temps complet, sense interrupcions per a l'embaràs o la cria dels fills, poden tenir cap esperança de progrés. Els consells d'administració, els funcionaris públics i les branques de treball del poder judicial solen estar tancats a qualsevol dona de carrera que no vulgui treballar a temps complet i hores extraordinàries amb regularitat. La major part de la població activa no són les dones de carrera a temps complet, sinó les mestresses de casa que treballen a temps parcial, complementant el pressupost de la llar. De fet, el govern desanima a les mestresses de casa de guanyar massa diners, perquè si les mestresses de casa guanyen una certa quantitat, perden la prestació a càrrec del seu marit.
Això limita les feines que les dones poden fer mentre estan casades. En molts casos de la força de treball japonesa, s'espera que les dones que vulguin rebre la mateixa remuneració i oportunitats de promoció actuïn com les seves contraparts assalariades. Això és indicatiu d'un dels problemes que pateixen les dones quan busquen feina al Japó. Encara que en part són iguals, encara s'enfronten a la discriminació. Moltes empreses no tenen la flexibilitat per oferir feina que s'ajusti als horaris irregulars de les mestresses de casa. Tanmateix, hi ha hagut alguns passos endavant. La legislació d'igualtat laboral de la dècada de 1980 va prohibir la discriminació en la formació, les prestacions, la jubilació i l'acomiadament, però no en la contractació, la contractació o la promoció.

### Dècades perdudes
Des de 1991, el Japó ha sofert una recessió prolongada coneguda popularment com les dècades perdudes. Després del boom immobiliari de 1986 a 1991, també conegut com l'economia de la bombolla, on una economia forta va donar lloc a una forta demanda i un baix atur, les dècades perdudes van provocar retallades dràstiques entre els empresaris japonesos, provocant un gran augment de l'atur. Malgrat els signes de recuperació a mitjans de la dècada del 2000, la recessió econòmica mundial del 2008 ha perllongat aquests problemes. Entre aquesta situació macroeconòmica, s'han produït grans canvis dins l'economia japonesa que han canviat el paper de la dona treballadora al Japó. Els canvis radicals en les polítiques i l'enfocament governamentals han donat lloc a un augment de l'atenció social i la creació d'ocupació en el doble sector, que han afectat l'ocupació femenina i la mestressa de casa que treballa.
Els reptes del model dominant de la família masculí han fet canviar les perspectives socials sobre el paper tradicional de l'esposa en la prestació d'atenció familiar, tot i que la discriminació i els estereotips continuen generalitzats. La creació de l'estratègia de gestió de personal de doble via com a resposta a les polítiques d'acció afirmativa del govern ha contribuït a la manca de dones a la direcció i als rols de gènere a l'oficina.

### Polítiques governamentals
Les dècades perdudes van obligar a un canvi radical en la legislació, ja que ara el govern s'enfrontava a importants caigudes de l'economia i de la competitivitat del Japó als mercats mundials. Les polítiques neoliberals de liberalització del comerç van donar lloc a pressions competitives creixents sobre les empreses japoneses, forçant-ne moltes a reduir els costos laborals. La revisió de 1998 i 2003 de la Llei de Normativa Laboral i de la Llei de Desplaçament de Treballadors de 1999 va permetre facilitar l'acomiadament dels treballadors i flexibilitzar la normativa en matèria de pràctiques de contractació, juntament amb l'esmentada Llei d'Igualtat d'Oportunitats.
Com que els treballadors a temps parcial, coneguts comunament com a freeters, són molt menys cars que els treballadors tradicionals a temps complet de tota la vida els salaris dels quals tradicionalment augmentaven amb l'edat, les empreses japoneses van augmentar dràsticament la proporció de treballadors a temps parcial respecte als treballadors a temps complet. Entre els treballadors adults joves, el percentatge d'empleats a temps complet va baixar del 90% el 1988 al 54% per a una dona soltera amb estudis de batxillerat. Les dones es veuen més afectades pel desenvolupament, ja que els homes encara poden mantenir una proporció més alta d'ocupació a temps complet. La taxa d'ocupació a temps complet dels homes amb estudis de batxillerat era del 78% el 2008, en comparació amb el 75% de les dones amb estudis universitaris. Com que les treballadores a temps parcial reben salaris més baixos, menys protecció laboral i pocs beneficis, les treballadores experimenten marginació.

### Canvi de perspectives socials
Com que les disminucions de la seguretat laboral i dels salaris dels homes han afectat negativament la capacitat del model de família amb únic masculí, ara hi ha una pressió creixent perquè les dones treballin fora de la llar en un model de família amb dos salaris. El percentatge de dones joves que creien que un home havia de treballar fora de casa i que les dones havien de treballar dins va baixar del 41,6% el 1997 al 27,8% el 2008, mentre que per als homes la taxa va passar del 40,7% al 34,3% respectivament. De la mateixa manera, la proporció de dones joves que esperaven treballar fins a la jubilació va passar del 15,3% el 1987 al 24,7% el 2010, mentre que la proporció d'homes que esperaven que les seves dones ho fessin va passar del 10,5% al 32,7% en el mateix període. L'acceptació creixent dels joves adults japonesos del model de dos ingressos ha donat lloc a un augment de les llars joves amb dos salaris del 32,4% el 2000 al 42,8% el 2009.
Les dones també estan retardant o evitant el matrimoni per complet. L'edat mitjana del primer matrimoni va passar de 24,2 el 1970 als 28,8 el 2010, mentre que la proporció de dones de 25 a 29 anys que no s'han casat va augmentar del 18,1% el 1970 al 60,3% el 2010. Els nivells educatius de les dones joves també estan augmentant dràsticament, a un ritme superior al dels homes. El 45,2% de les dones el 2010 van progressar a la universitat des de l'institut, un augment espectacular del 15,2% el 1990. Aquests canvis en la societat japonesa han reduït la bretxa salarial entre homes i dones, ja que els salaris de les dones de 25 a 29 anys han arribat al 88% dels seus homòlegs masculins el 2007, enfront del 76% el 1981. Tanmateix, una gran part d'aquesta reducció de la bretxa salarial es deu a l'estancament dels salaris masculins, que el 2007 es va situar en els mateixos nivells que el 1991.

### Patrons d'ocupació

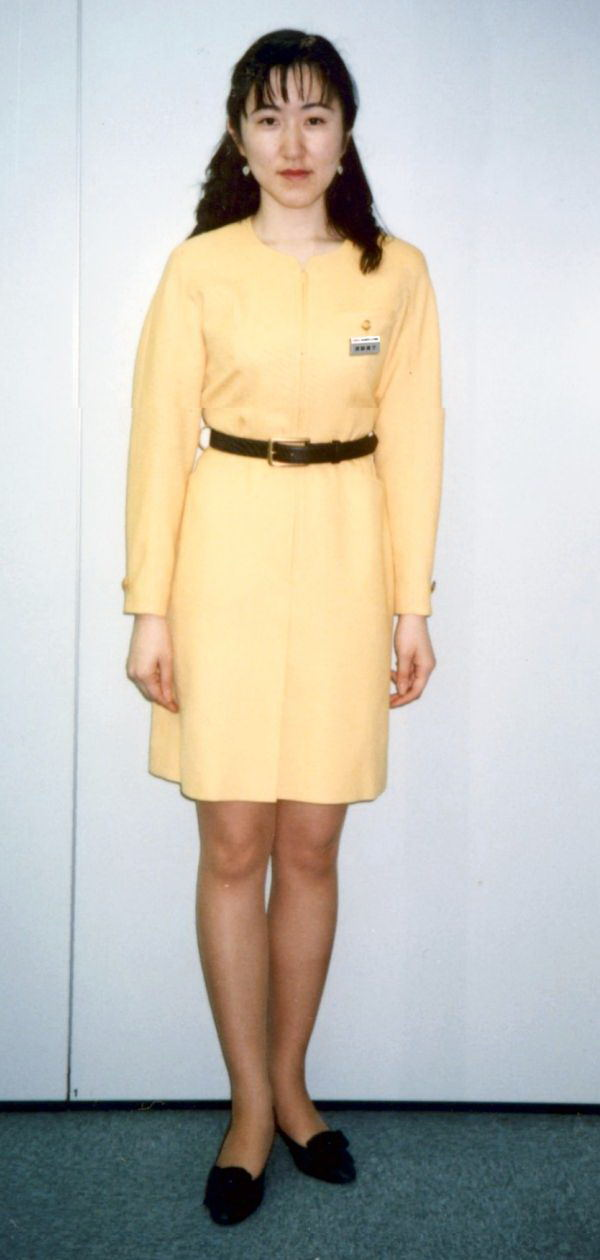
La visió més estesa de la dona treballadora a finals del segle XX era la de l'"Office Lady", de qui s'esperava que deixés la carrera laboral en el moment de casar-se.

Un tema clau que queda és la manca de representació femenina a la direcció. De tots els legisladors, alts càrrecs i direcció, només es troben dones en el 9% dels càrrecs. Aquesta disparitat ha contribuït a la bretxa salarial de gènere més gran de les dones que només guanyaven el 66,5% dels ingressos masculins el 2002. Les opinions socials predominants suggereixen que aquesta disparitat es deu a la manca de compromís de les dones japoneses amb la seva feina a causa de les seves perspectives sobre el matrimoni, la família i els fills.
Mentre que el govern havia imposat la Llei d'Igualtat d'Oportunitats el 1986, les empreses van respondre creant un "sistema de gestió de doble via" (DPM), on una carrera professional permet promocions però requereix trasllats, i una altra que no requereix trasllats. però té poques possibilitats d'ascens. Anteriorment, els empresaris sovint mantenien una força de treball bàsica formada principalment per empleats masculins que s'esperava que treballessin a la seu central i fossin transferits a tot el món, i una mà d'obra perifèrica d'empleades femenines que treballaven a les sucursals locals amb un avanç professional limitat.
L'adopció per part de les dones de la carrera professional és extremadament baixa, menys del 4% a totes les indústries. Atès el fort mercat de treball intern de les empreses japoneses que estipula que els càrrecs directius només s'ofereixen a les persones de l'itinerari professional i no de fonts externes a l'empresa, això ha contribuït a la baixa proporció de dones directives. Aquest sistema DPM també predomina, especialment entre les empreses més grans, amb el 51,2% de les empreses amb més de 5.000 empleats que utilitzen el sistema.
Les divisions de gènere existeixen al lloc de treball i són reproduïdes tant per treballadors com per dones. Tot i que els dos gèneres es poden assignar a la mateixa secció, els homes sovint eren formats i destinats a llocs de treball de direcció. Com a resultat, les treballadores sovint no estaven o van optar per no ocupar-hi feines de direcció a causa de la manca de formació, experiència i oportunitats. A més, més de la meitat de les empreses enquestades van indicar que estaven intentant erradicar els casos d'assetjament sexual i pràctiques discriminatòries per part dels homes cap a les treballadores, cosa que indica un entorn existent d'un lloc de treball dominat per homes.

## "Women friendly"
Al segle XXI, tot i que les dones encara s'enfronten a certs graus de discriminació al mercat laboral japonès, hi ha hagut una sèrie d'empreses que fomenten la igualtat de les dones i les recompensen amb un sistema basat en el talent. Nous camps, com la banca, el periodisme, la venda d'assegurances i la publicitat; empreses del sector de la informació, són molt atractives per a les dones, perquè les premien en funció de la capacitat individual. Aquestes empreses també tenen ganes de rotar els treballadors cada dos o tres anys, donant a les dones l'oportunitat d'explorar diferents departaments sense que hi hagi cap feina, fomentant la confiança en l'empresa i la versatilitat de les treballadores.
A part de la indústria de la informació, diverses empreses estrangeres s'han interessat pel Japó. Les empreses ofereixen dones japoneses, que tenen un cert domini d'idiomes estrangers, treballen en camps difícils amb un salari comparable al dels seus homòlegs masculins. Les dones també tenen més possibilitats d'ascens a llocs directius en empreses estrangeres i són contractades en funció de les seves habilitats, en lloc de les habilitats potencials que es poden dominar mitjançant la formació en el treball, com és molt popular entre les empreses japoneses. Aquestes alternatives sovint no tenen la seguretat laboral que es poden trobar a les grans empreses japoneses, però recompensen les dones en funció del talent més que de l'antiguitat, ofereixen millors possibilitats de promoció i ofereixen un repte més gran a les dones treballadores.

## Estereotips
| « | Les dones tenen un poder misteriós, tot i no estar acostumades al màxim, a causa del seu desig de casar-se durant tota la vida laboral. Tanmateix, sovint treballen com a portadors de missatges o en llocs de secretaria que els permeten actuar com a propagandistes emocionals de l'empresa, escoltant secrets dels treballadors i dels afers interns. | » |

Aquest estereotip continuava prevalent, fins i tot als anys vuitanta. Per a molts, les dones eren només criatures efímeres, que treballaven breument abans d'establir-se per al matrimoni, on el seu únic ús real era com a aparadors o com a propagandistes emocionals d'una empresa. En una societat predominantment patriarcal, les dones passaven en gran part desapercebudes a la força de treball, a causa dels estereotips injustos de les seves posicions. Els etnògrafs també ho van notar, afirmant que les dones tenen un gran pou de poder, igual o superior al dels homes japonesos, en termes de voluntat, valentia i força psicològica, tot i estar infravalorades com a membres de la força de treball. Hi ha diversos estereotips que predominen als mitjans de comunicació i sovint són els que s'associen a les dones treballadores japoneses.

### Noies del te
De vegades anomenada ochakumi o buscadores de te, aquesta feina gira al voltant de dones que són contractades específicament per servir te o cafè als seus companys de feina i executius, de vegades s'espera que arribin a l'oficina d'hora per endreçar, de manera similar a una mestressa de casa. Aquest tipus de treball es va arrelar a principis del 1900, quan l'oficina era un lloc diferent per treballar i s'esperava que les dones fossin partidaris dels homes. Aquesta posició no només es limita a les dones, però. En alguns casos, les dones en llocs directius poden ser ateses per homes de rang inferior.

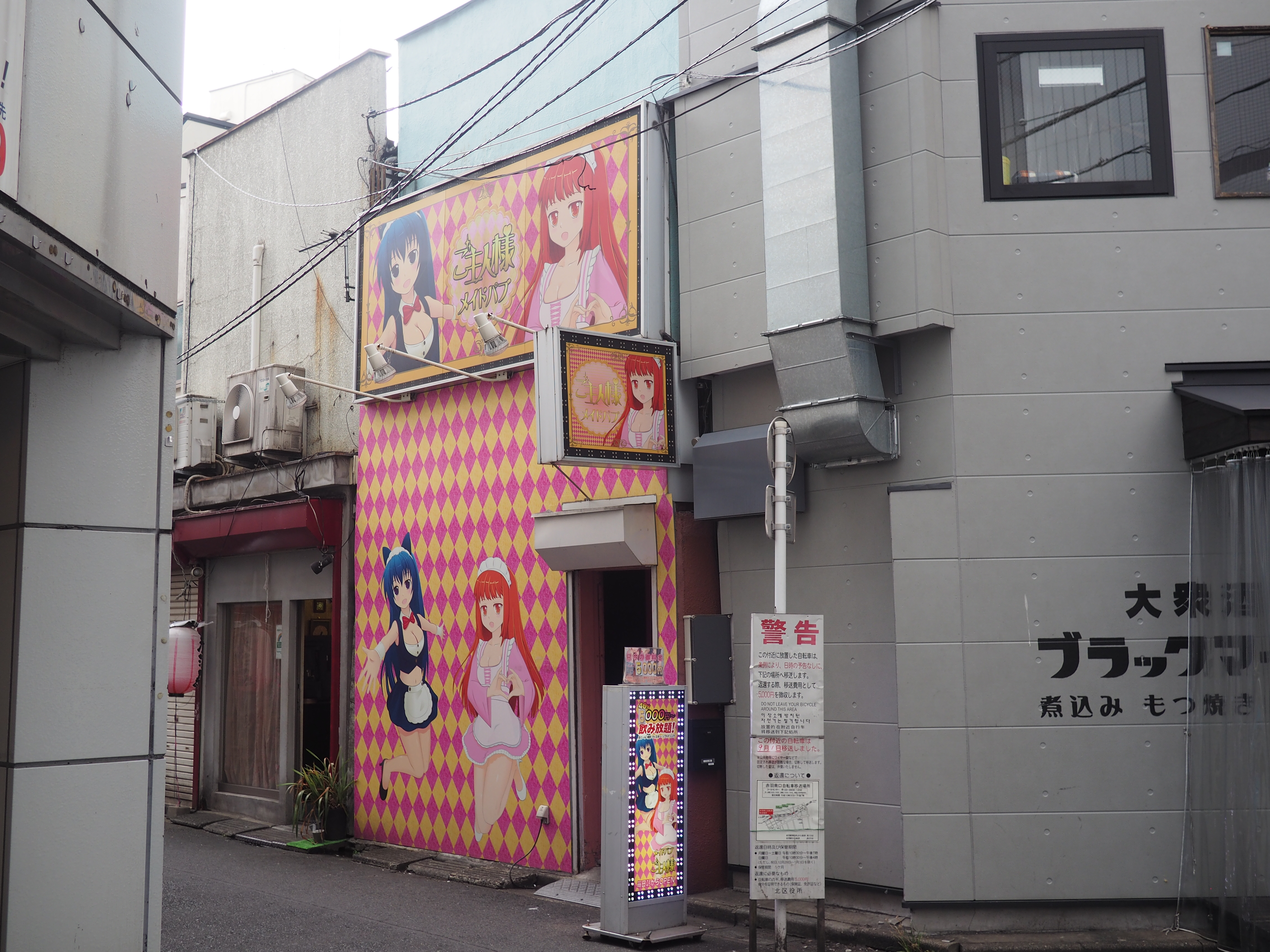
En el segle XXI, s'han anat popularitzant els hostess clubs temàtics, amb una estètica molt característiques i on, sovint, recorren al cosplay.

### Hostess
Tot i que són comparables a la geisha, aquestes dones es guanyen la vida entretenint els homes de negocis, sovint passant gran part del seu temps de treball amb elles. Les hostess (en català, "amfitriones", però, poden triar aquest camí, en lloc de ser venudes per ell, com passava amb les noies de prostíbul de l'era Meiji. Aquest tipus de treball voreja la indústria del sexe, amb les dones que cobren per divertir els homes que mengen i beuen a les discoteques, salons, tavernes, etc. Tot i que els horaris són irregulars, la retribució és molt bona per a les dones disposades a treballar en aquest sector, algunes de les quals fins i tot aspiren a tenir un establiment privat propi. Tanmateix, a causa de la naturalesa estranya d'aquest treball, aquest tipus d'ocupació sol sol ser sol·licitat per divorciades, dones joves solteres o dones casades que necessiten diners ràpids.
Sovint, les amfitriones faran el paper de mare o mestressa de casa per als clients masculins, cuidant-los, inflant el seu ego i coquetejant amb ells, oferint-los subtils adulacions. Segons la mida del bar, discoteca, etc., hi pot haver un gran espectacle per relaxar els clients; o en establiments més petits, l'amfitriona passarà temps individualment amb els seus clients, guanyant vincles socials alhora que cobrarà als seus clients per la seva atenció. Tot i que pot ser una bona font de diners ràpid per a les dones disposades a treballar hores estranyes, normalment les dones solteres amb una educació baixa, generalment al voltant del nivell de secundària, són les principals candidates d'amfitriona. Treballen fins ben entrada la nit i dormen durant el dia, de manera que aquestes dones tenen horaris oposats dels salarymen que entretenen. Al segle XXI, aquest tipus d'indústria ha evolucionat dràsticament. Les imatges d'hostesses amb quimono o hostesses disposades a vestir-se amb disfresses per a la diversió dels clients s'han convertit en una imatge icònica per als turistes.

### "Office lady"
Sovint sobrenomenades shokuba no hana o "flor d'oficina", aquestes dones van patir discriminació a causa de la corba M. Les dones d'oficina es contractaven normalment just després de l'escola secundària o secundària, i els graduades universitàries es desanimaven a seguir aquest tipus de carrera. Es guardaven a l'oficina per la joventut que hi portaven, d'aquí el sobrenom de "flor". Estaven encarregades de tasques rutinàries i domèstiques destinades a donar suport als treballadors masculins. Aquest tipus de carrera oferia molt poques possibilitats d'ascens i estava dissenyada específicament perquè les dones marxessin per casar-se abans dels trenta anys. Sovint s'aconsellava a les dones d'entre vint-i-quatre i vint-i-vuit que s'assentessin com un missatge subtil per deixar de fumar, ja que aquells anys es consideraven els més adequats per al matrimoni.

## Obstacles per a les dones de carrera

### Atrapament domèstic
De vegades, les dones japoneses es veuran obligades a treballar després del matrimoni per complementar els ingressos del seu marit; no obstant això, algunes dones no poden treballar per la manca de suport domèstic a casa. Els marits poques vegades ajuden amb les tasques domèstiques, forçant les dones a quedar-se a casa criant els fills i encarregant-se de les tasques domèstiques. Molts creuen que la feina d'una bona mestressa de casa és quedar-se a casa i cuidar-la. Les mestresses de casa poden permetre que el seu marit ajudi en algunes tasques petites; tanmateix, es preocupen si veuen que el seu marit pren massa temps per fer les tasques domèstiques. Les mestresses de casa creuen que la casa és el seu càrrec i no volen que els seus marits els acusin de negligir la seva responsabilitat.
En general, les dones japoneses realitzaven el 95% de les tasques domèstiques no remunerades, mentre que entre les treballadores a temps complet les dones encara feien el 60% de les tasques domèstiques, una proporció sense igual entre els països de l'OCDE. L'any 2000, el 84,6% de les dones i el 88,5% dels homes estaven d'acord que les dones encara haurien de ser responsables de les feines de la llar, tot i que és bo tenir feina. L'any 2004, el 67,4% de les noves mares van deixar la seva feina anterior pel seu primer part.

### L'assetjament sexual
Amb l'augment del feminisme, s'estan informant més casos d'assetjament sexual de dones japoneses al lloc de treball i als desplaçaments a la feina. Dos tipus d'assetjament sexual han guanyat fama generalitzada al lloc de treball i s'estan abordant. La primera gira al voltant d'una dona acomiadada o degradada a causa d'una negativa a oferir favors sexuals al seu superior. Això s'anomena represàlia. La segona gira al voltant d'un entorn que és denigrant per a les treballadores, que inclou comentaris sexuals, imatges lascives o accions inadequades dels companys masculins al lloc de treball. Això s'anomena assetjament ambiental. Tot i que aquests s'aborden, a causa d'ambigüitats en el marc legal, aquest tipus d'assetjament pot ser difícil d'erradicar. Les dones l'estan posant a l'atenció del públic a través d'intents de manifestar-se contra la injustícia, però moltes romanen en silenci, tement que les acomiadaran si parlen. Això perjudica el seu rendiment, soscavant la idea d'igualtat en el lloc de treball.
L'assetjament sexual pot ser una arma de doble fulla en el lloc de treball. Algunes dones van informar que els homes que són enxampats assetjant sexualment a les companyes de feina són motiu de burla. Basant-se en la idea japonesa de la vergonya, alguns homes, especialment a les grans corporacions, eviten l'assetjament sexual a tota costa per preservar la seva posició. A més, les opinions dels homes poden variar molt d'un departament a un altre. Les dones assetjades en un departament poden trobar-se sense resistència després de ser transferides. Les opinions dels homes sobre les dones al Japó varien molt, principalment a causa de les seves experiències amb dones. A part de les seves dones, mares i hostesses amb les quals els assalariats passen temps, els homes viuen en esferes separades de les dones, de manera que molts no tenen educació de la millor manera d'actuar.

### Desigualtat financera
Malgrat les millores en la salut, l'educació i l'ocupació general al Japó de la postguerra del segle XXI, les dones de carrera pateixen una gran desigualtat de gènere. El Japó té la bretxa salarial més gran entre homes i dones i la proporció més petita de dones gestores, dones matriculades a l'educació superior i dones que ocupen escons parlamentaris entre les altres nacions industrialitzades del món. En termes d'igualtat salarial, el Japó ofereix a les dones encara menys que els seus homòlegs masculins en comparació amb els seus veïns menys desenvolupats. Les dones de la Xina, Tailàndia, Malàisia i Vietnam cobren un percentatge més elevat de salaris que les dones japoneses. El Japó es queda molt enrere pel que fa a la igualtat financera, malgrat altres millores al llarg dels anys.

### Divorci
Les taxes de divorci han augmentat al Japó des de la dècada de 1980, la propagació del feminisme debilitant l'estigma que sovint s'associa amb el divorci. Les dones en el lloc de treball són ara més capaces de portar una vida independent dels seus marits i veuen el divorci com un acte d'autonomia. Malgrat això, algunes dones no poden pagar el divorci econòmicament i hi ha hagut diversos intents de suprimir les taxes de divorci al llarg dels anys. És poc probable que les dones sense ingressos estables tinguin la propietat conjunta de la propietat i no puguin adquirir préstecs per a una nova llar.
Les dones també tenen més probabilitats d'aconseguir la custòdia dels fills, però tenen dificultats per aconseguir que el pare participi en els costos de criar-los. A causa del sistema de registre familiar, és molt més difícil que les dones o els homes divorciats es tornin a casar. En aquests casos, les dones poden optar per evitar el divorci pel bé dels seus fills, tot i que és la millor opció. Si una dona encara no té uns ingressos estables, el divorci poques vegades és una opció viable, malgrat que les dones més joves ho veuen com la millor opció.

### Sistema d'antiguitat
Després de la Segona Guerra Mundial, el Japó es va quedar amb una escassetat de treballadors qualificats i un excedent de treballadors no qualificats. Per intentar treure el màxim profit a aquesta situació, es va instituir el sistema d'antiguitat al lloc de treball japonès, que encara perdura avui dia. Amb el sistema d'antiguitat, els treballadors eren valorats per les aportacions vitalicies als seus empresaris, els quals oferien increments salarials i promeses de promoció en funció del nombre d'anys treballats. Les dones no eren vistes com a inversions sàvies en aquest sistema, degut en part en part a la corba M que mostrava que treballaven principalment abans del matrimoni, després després de créixer els seus fills, prenent un gran període entremig per a la cria dels fills. Les dones estaven relegades a treballadores a temps parcial o temporals que podien ser acomiadats durant els canvis econòmics.
Fins i tot amb el sistema d'antiguitat, les dones encara eren vitals per al treball de moltes empreses. A Tòquio, per atreure més dones, es va adoptar una via semidirectiva per treballar colze a colze amb el sistema d'antiguitat. Aquesta via va oferir a les dones l'oportunitat d'avançar en funció del rendiment, més que d'una feina de tota la vida. Les proves per a l'ascens en aquesta opció podien ser extenuants i les posicions estaven limitades a causa de la càrrega econòmica de pagar un sou directiu. Moltes dones japoneses van haver d'acceptar també assumir responsabilitats més pesades, treballant fins ben entrada la nit, de vegades soles.

## Gent

### Ichiko Ishihara
Ishihara Ichiko va ser la primera dona japonesa que va ser nomenada per a un càrrec executiu; ocupant el càrrec de directora executiva dels grans magatzems Takashimaya. Era famosa pel seu eslògan: "Pensa com un home, actua com una dama i treballa com un gos". Ichiko va aconseguir pujar al cim de la indústria dels grans magatzems treballant moltes hores extraordinàries, mentre informava que havia marxat a l'hora designada, de manera que l'empresa no havia de pagar-li les hores extres. D'aquesta manera, va poder demostrar la seva vàlua a l'empresa sense suposar un drenatge econòmic per a ells. Va utilitzar la seva perspectiva femenina per augmentar les vendes als departaments de parament de cuina; alhora que posava en marxa noves idees i canvis.
Ichiko és una de les dones de carrera més destacades, treballant tant, o més, que el típic assalariat, mentre utilitza les seves habilitats per sobre de l'antiguitat per avançar. Va poder arribar lluny en el negoci dels grans magatzems perquè als anys 80 es va adonar que, encara que les mestresses de casa no treballessin, s'encarregaven en gran part del pressupost familiar i que era millor dirigir el màrqueting per a elles en lloc de fer-lo a la manera masculina.

### Toyoko Nakanishi
Propietària i gerent de la llibreria de dones Shokado d'Osaka, Toyoko és una feminista molt oberta. Toyoko és l'única propietària i única treballadora de la llibreria, però la seva botiga s'ha convertit en un centre d'activitat feminista. A la dècada de 1980, Toyoko i un altre grup de feministes es van dedicar a traduir el text " Our Bodies, Ourselves " al japonès. És una dona de carrera diferent, activa en el món dels drets de les dones, però que també aconsegueix dirigir un negoci privat per si mateixa, tot i que atribueix gran part del seu èxit a les feministes que freqüenten la seva botiga. Manté els textos feministes japonesos en estoc perpètuament per a la seva comoditat. Segons ella, la botiga de Toyoko és l'única llibreria "femenina" del Japó. En lloc de pujar dins l'escala corporativa, Toyoko va aconseguir trobar el seu lloc amb les dones del Japó i tenir èxit com a emprenedora.

### Rumiko Takahashi
Rumiko Takahashi es troba entre els famosos artistes de manga japonesos més rics. Va començar a crear manga l'any 1978, les seves obres més grans van trobar la seva llar a la revista Shōnen Sunday, que segueix sent una de les distribuïdores de manga més populars del país. Takahashi va treballar amb regularitat per fer sortir el seu manga, aconseguint nombrosos fans, diversos acords per a publicacions a l'estranger i contractes per a moltes de les seves obres més populars per convertir-se en anime, com Urusei Yatsura, Ranma ½ i Inuyasha. Va treballar tant com moltes dones de carrera, però, en comptes d'escollir embarcar-se en el difícil i sovint discriminatori món empresarial, Takahashi va triar un tipus de feina diferent i, fins avui, segueix sent una de les dones més riques del Japó.